# Tehama (Kalifornija)
Tehama je grad u američkoj saveznoj državi Kalifornija. Prema popisu stanovništva iz 2010. u njemu je živjelo 418 stanovnika.